# William K. Everson
William Keith Everson (* 8. April 1929 in Yeovil, Somerset; † 14. April 1996 in New York City, New York) war ein britisch-amerikanischer Filmhistoriker und Filmarchivar.

## Leben und Karriere
Nach seinem Dienst in der britischen Armee und ersten Anstellungen als Publizist emigrierte Everson mit 20 Jahren in die USA. Hier arbeitete er für unabhängige Filmverleihe, ehe er sich 1955 unabhängig machte. Er wurde ein profilierter Filmsammler, der gratis oder für wenig Geld viel Filmmaterial aus Archiven erwarb – Material, das sonst vernichtet und vernachlässigt worden wäre und das er somit rettete. Dabei entdeckte er auch einige verschollene Filme wieder. In den 1970er-Jahren betrug seine persönliche Sammlung über 4000 Filme und galt als eine der größten Privat-Filmsammlungen der Welt.
In der Theodore Huff Memorial Film Society, einem Kreis von Filmfreunden in Manhattan, führte er viele seiner Filmentdeckungen vor. An die Zuschauer gab er dabei ausführliche Notizen zum Kontext der Filme aus und hielt Einführungen. Oft handelte es sich dabei um unverdient in Vergessenheit geratene Filme, die Everson wieder dem Publikum zugängig machen wollte. Nach einer Anekdote von Kevin Brownlow landete Everson einmal fast im Gefängnis, als er nach dem großen Erfolg von Ben Hur im Jahr 1959 die Stummfilmversion von 1925 zeigte, die Everson für deutlich besser hielt, und dafür von einem Konkurrenten an das FBI verraten wurde. Er führte auch häufiger Privatvorstellungen in seinem Appartement durch, wo bekannte Filmschaffende und -historiker wie Lindsay Anderson, Peter Bogdanovich, Kevin Brownlow und Andrew Sarris anwesend waren.
Vón 1964 bis 1984 unterrichtete Everson an der School of Visual Arts, von 1972 bis zu seinem Tod war Everson als Professor für Cinematic Studies an der New York University tätig. Zudem fungierte er von 1977 bis 1988 als Ko-Direktor des Telluride Film Festival. Everson verfasste ab Ende der 1950er-Jahre außerdem zahlreiche Aufsätze und insgesamt fast 20 Bücher zum Thema Film, von denen drei auch für die bekannte Reihe der Citadel-Filmbücher ins Deutsche übersetzt wurden. Er schrieb unter anderem über das Stummfilmkino, Horrorklassiker sowie Komiker wie Laurel und Hardy und W. C. Fields.
William K. Everson starb 1996 im Alter von 67 Jahren in seinem Appartement in Manhattan an Prostatakrebs. In seiner Wirkung für das amerikanische Kino verglich ihn die New York Times in seinem Nachruf mit dem französischen Filmhistoriker Henri Langlois. Er war verheiratet und hatte zwei Kinder.

## Ehrungen
Nach William K. Everson ist der vom National Board of Review vergebene William-K.-Everson-Filmgeschichtspreis benannt. Everson war im Jahr 1994 der erste Preisträger.

## Bibliografie (Auswahl)
- Classics of the Silent Screen (1959)
- The American Movie (1963)
- The Films of Laurel and Hardy (1967) – deutsch: Laurel und Hardy und ihre Filme (10204), Citadel
- The Art of W. C. Fields (1967)
- A Pictorial History of the Western Film (1971)
- Classics of the Horror Film. Secaucus, N.J. 1974 – deutsch:  Klassiker des Horrorfilms (10205), Citadel, München 1974
- American Silent Film (1978)